# こち亀銅像
- 日本 > 関東地方 > 東京都 > 葛飾区 > 亀有 > こち亀銅像
- こちら葛飾区亀有公園前派出所 > こち亀銅像

こち亀銅像（こちかめどうぞう）は、日本東京都葛飾区亀有の亀有駅付近に建立されているこちら葛飾区亀有公園前派出所の登場人物の銅像群である。

## 概要
2006年2月11日に1体目の「両津勘吉像」が建立されて以来、2016年8月9日現在までに大小合わせて15体の像が存在する。製造は富山県高岡市の竹中銅器（旧・竹中製作所）。
2010年4月20日、マラカスを持った「サンバ両さん像」が何者かにより壊され、マラカスを持っている手のうち左腕が折られる事件が起こった。また、2010年5月19日には麗子像が曲げられる事件も起こっている。

## こち亀銅像一覧
※番号表記は亀有駅内の案内板による。
1. 両津勘吉像
2. 薔薇と麗子像
3. ダブルピース両さん像
4. ひとやすみ両さん像
5. 敬礼両さん像
6. 両津勘吉祭り姿像
7. ようこそ亀有へ両さん像
8. サンバ両さん像
9. 少年両さん像
10. 本田像
11. ワハハ両さん像
12. 少年よ、あの星を目指せ！両さん像
13. 中川像
14. 麗子像
15. ようこそ こち亀の街へ！両津・中川・麗子がお出迎え！像

現在、No.14の「麗子像」は亀有駅南口のイトーヨーカドー（リリオ館）に移設されており、以前あった場所にはNo.2の「薔薇と麗子像」が設置されている。

No.1 両津勘吉像
No.7 ようこそ亀有へ両さん像
No.15 ようこそ こち亀の街へ！両津・中川・麗子がお出迎え！像